# Simone Laudehr
Simone Laudehr (født 12. juli 1986) er en tysk tidligere fodboldspiller, der spillede som midtbanespiller eller fløjspiller for blandt andet FCR 2001 Duisburg og FC Bayern München samt det tyske landshold. Med landsholdet var hun med til at blive både olympisk mester samt verdens- og europamester.

## Karriere

### Klub
Som syttenårig kom hun til Bayern München, hvor hun spillede en enkelt sæson, inden hun skiftede til Duisburg. Her spillede hun i ni sæsoner 155 kampe, inden hun skiftede videre til 1. FFC Frankfurt i 2012. Hun vendte i 2016 tilbage til Bayern München. Her afsluttede hun i sommeren 2021 sin karriere, hvilket skete på den bedst mulige måde, idet hun var med til at sikre Bayern München mesterskabet. Det var Laudehrs første tyske mesterskab efter seks andenpladser gennem karrieren.

### Landshold
Laudehr spillede adskillige kampe på de tyske ungdomshold, især Tyskland U/17 og Tyskland U/19, hvor det blev til henholdsvis 21 og 35 kampe.
I 2007 kom hun med i en træningssamling for A-landsholdet, og hun debuterede i en venskabskamp mod Danmark 29. juli samme år. Fire dage senere, i en kamp mod Tjekkiet, scorede hun sit første landskampsmål, da hun bragte tyskerne på 2-0 i en kamp, der endte 5-0. 
Hun var med i truppen til VM-slutrunden samme år, og hun spillede to gruppekampe samt de tre afgørende kampe, der førte til, at Tyskland blev verdensmestre. I finalen mod Brasilien scorede hun til slutresultatet 2-0.
Laudehr var igen med i truppen til OL 2008 i Beijing, hvor Tyskland efter en andenplads i indledende gruppe i kvartfinalen vandt over Sverige. I semifinalen blev det til nederlag på 1-4 til Brasilien, som holdet havde spillet uafgjort med i indledende pulje, hvorpå tyskerne sikrede sig bronzemedaljerne ved at besejre Japan 2-0 i kampen om tredjepladsen. Laudehr spillede alle seks kampe for tyskerne i turneringen.
Året efter var hun igen med, da Tyskland sikrede sig EM-titlen, og igen spillede hun alle kampe, heriblandt finalen mod England, som tyskerne vandt 6-2.
Ved VM-slutrunden 2011 i Tyskland spillede Laudehr alle kampe, da tyskerne efter en sikker førsteplads i indledende runde noget overraskende tabte i kvartfinalen til Japan og dermed var ude. Japan endte her med at blive verdensmestre.
Hun deltog også i VM-slutrunden 2015, hvor Tyskland i semifinalen blev besejret af USA 0-2 og derpå tabte kampen om bronze mod England med 0-1. Igen spillede Laudehr samtlige kampe for tyskerne.
Laudehr blev udtaget til den tyske trup til OL 2016 i Rio de Janeiro. Her blev hun skadet kort tid inde i holdets første kamp mod Zimbabwe og kom ikke til at spille mere i turneringen. Tyskerne gik akkurat videre fra indledende runde, hvor blot ét mål gjorde, at de var bedre end Australien. Herefter vandt de 1-0 over Kina i kvartfinalen og 2-0 over Canada i semifinalen, inden de sikrede sig guldmedaljerne med en 2-1-sejr over Sverige i finalen.
Det blev i alt til 103 landskampe og 32 mål gennem karrieren, hvor hun spillede sidste kamp mod Færøerne i en VM-kvalifikationskamp 24. oktober 2017.

## Privatliv
Laudehr blev født i Regensburg, Bayern, Tyskland. Hun er datter af en rumænsk mor, Doina, og en tysk far, Hubert.

## Hæder

### Klub
FCR 2001 Duisburg
- DFB-Pokal: Vinder 2008–09, 2009–10, Toer 2006–07
- UEFA Women's Champions League: Vinder 2008–09

1. FFC Frankfurt
- UEFA Women's Champions League: Vinder 2014–15
- DFB-Pokal: Vinder 2013–14

Bayern München
- Tyske mesterskab: Vinder 2020-21

### Landshold
- VM i fodbold: 
  - 2007 - vinder
- EM i fodbold: 
  - 2009 - vinder
  - 2013 - vinder
- Sommer-OL: 
  - 2008 - bronzemedalje
  - 2016 - guldmedalje
- U/20-VM i fodbold for kvinder: Vinder 2004
- U/19 EM i fodbold for kvinder: Toer 2004
- Algarve Cup: Vinder 2014

### Individuel
- Silbernes Lorbeerblatt: 2007
- Månedens mål i Tyskland: September 2007
- U/19 EM i fodbold for kvinder: 2004 All star holdet